# Gozd, Tržič
Gozd este o localitate din comuna Tržič, Slovenia, cu o populație de 23 de locuitori.